# Glòria Trías Rubiés
Glòria Trías Rubiés (Barcelona, 22 de abril de 1925; Palma, 8 de marzo de 2024) era una arqueóloga española especializada en cerámica griega de la Península ibérica. Estuvo casada con el también arqueólogo Antonio Arribas Palau.

## Biografía
Hija de Joaquín Trías Pujol, cirujano, y Margarita Rubiés Montjonell, en una familia numerosa donde Glòria era la sexta chica y tenía tres hermanos menores. Con el estallido de la Guerra civil española acabó alejada de parte de su familia, exiliada en Francia siendo internada en Pau en un colegio de monjas, las Damas Negras, la misma orden de su colegio en Barcelona. En 1939 se reúne toda la familia en Carcassone. Con la ocupación alemana de Francia, se trasladan en 1942 a Andorra.
Entre 1944 y 1949 estudió Filosofía y Letras en la Universidad Central de Barcelona. Aunque tuvo señalados profesores, como Luis Pericot García, Alberto del Castillo Yurrita o Javier Salas Bosch, apenas pudo tratar con ellos dados sus frecuentes y numerosos viajes por compromisos. Guarda mayor recuerdo de Jaume Vicens Vives. Fueron años donde convivió como compañero de estudios con su futuro marido Antonio Arribas.
Tras haberse licenciado se orientó hacia la Arqueología de la mano del catedrático de Prehistoria de la Universidad de Barcelona, Martín Almagro Basch, entonces director también del Museo de Arqueología de Cataluña, en Barcelona, y director de las excavaciones en Ampurias (Gerona) donde participará en sucesivas campañas hasta finales de la década de los 50.
A su conocimiento del francés se unió el inglés gracias a sus estancia en Inglaterra, en 1949, donde vivía una hermana como profesora de español para estudiantes de colleges de Oxford.

### Curso en Canfranc y Jaca
Entre el 6 de agosto y el 5 de septiembre de 1951, siendo en ese momento profesora ayudante de la Cátedra de Numismática, asistió en Canfranc a un Curso Práctico de Técnica Arqueológica, organizado por Antonio Beltrán Martínez, asistió, entre otros, al cursillo sobre cerámica española prerromana del profesor Nino Lamboglia, donde obtuvo una de las dos becas de estudio para marchar a Italia, siendo María Ángeles Mezquíriz Irujo su compañera. Se especializó en Arqueología romana en el Instituto Internacional de Estudios Ligures en Bordighera. Será ocasión, además, para participar en excavaciones en la ciudad romana de Albintimilium (Ventimiglia), muy afectada tras la Segunda Guerra Mundial. Este curso celebrado en Jaca «debió de ser impactante para ellas» ya que en las excavaciones de Ventimiglia aprendieron mucho ambas becarias sobre cerámica además de un método de trabajo «y un modo de reconocimiento de las cerámicas clásicas que fueron muy provechosos en sus futuras carreras investigadoras». Además las dos recuerdan como «por la noche, al considerar el profesor Lamboglia que no sabían suficiente latín y que debían mejorarlo, les hacía traducir a Tácito».

### Por España, Italia e Inglaterra
Entre 1953 y 1965 es contratada por la Universidad de Barcelona como profesora ayudante en diversas asignaturas. Gracias a sus conocimientos de idiomas, el profesor Almagro le anima a adentrarse en el estudio de las cerámicas griegas iniciando así la que sería su tesis doctoral y el libro de referencia en la materia por el cual será conocida por muchos investigadores a nivel internacional. A este respecto, tras conocer en Barcelona a Brian R. Shefton, tuvo la oportunidad de trabajar en Oxford, en 1954, con ayuda del British Council, con John Beazley, verdadera autoridad en la materia y del cual se considera completamente discípula suya. Allí trabaja en el tema siguiendo las directrices de Beazley y de Shefton, de quienes aprendió la metodología que le permitió clasificar las cerámicas griegas halladas hasta entonces en la península ibérica.
Gracias a la ayuda económica de la Fundación William L. Bryant, entre 1954 y 1956 pudo recorrer varios museos de la península ibérica y catalogar las cerámicas griegas conocidas hasta esas fechas.
Obtuvo una beca en 1955 para estancia durante tres meses en la Escuela Española de Historia y Arqueología en Roma (EEHA). Estuvo junto con Mercedes Vegas, «siendo ambas los dos primeros nombres de mujer que aparecen en ese centro». Todo este bagaje tendrá un gran peso en su obra publicada.

### Pollentia
En 1957 fue un año con doble siginifcado en su vida: su matrimonio con Antonio Arribas y el inicio de su relación profesional con el yacimiento arqueológico de Pollentia (Alcudia, Mallorca). Ese mismo año la Fundación William L. Bryant Foundation abre el Centro Arqueológico Hispano Americano en Can Domenech (Mallorca), un hito en la arqueología hispana que tendrá como directores a Antonio Arribas y Miguel Tarradell, con el arqueólogo Daniel Woods como asiduo colaborador. Gloria dirigió la catalogación «de los miles de fragmentos y piezas enteras que se iban recuperando día a día».

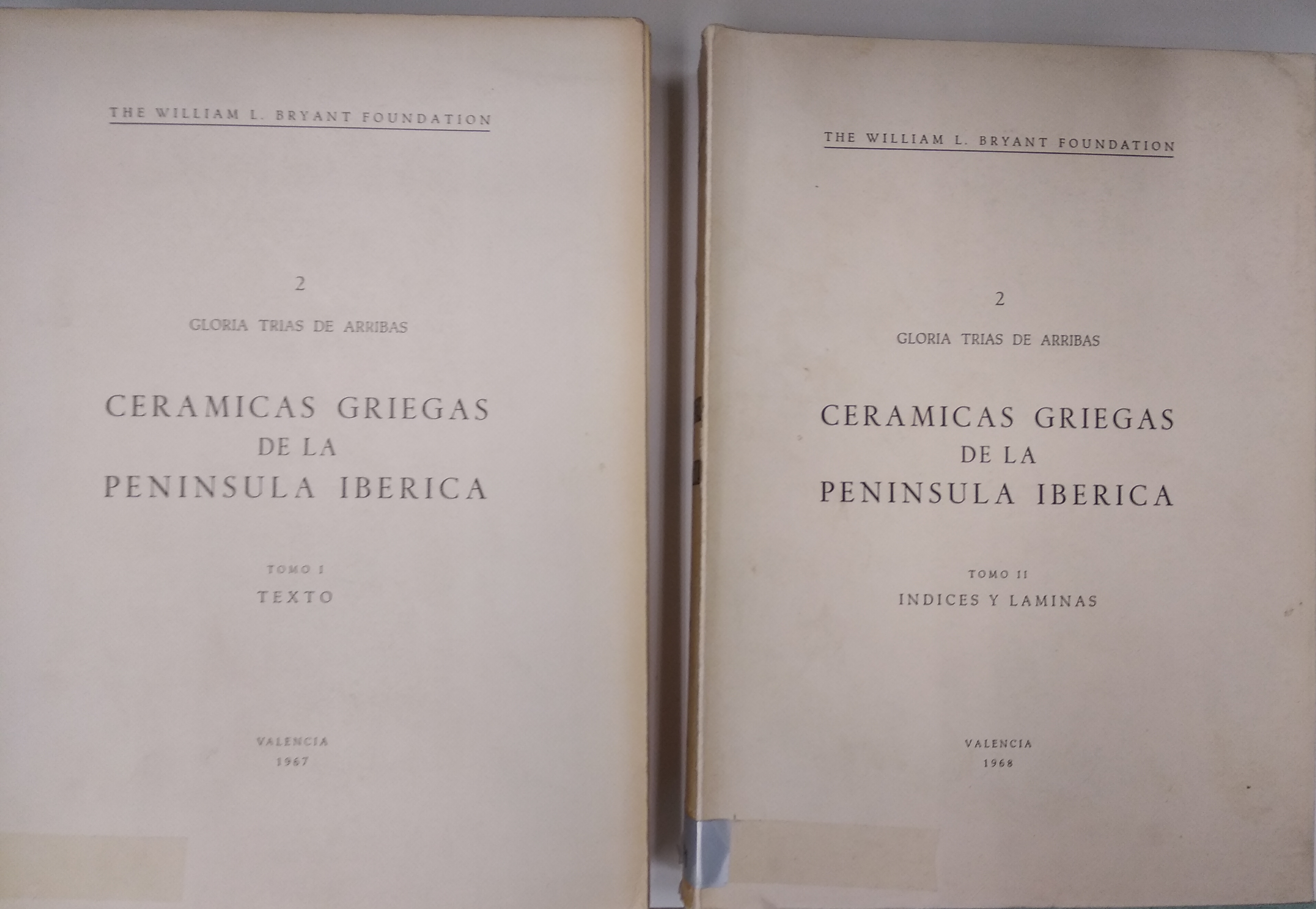
Cerámicas Griegas de la Península Ibérica (Tomos I y II)

### Cerámicas griegas de la Península ibérica: el método Beazley
En 1963 obtiene su doctorado con un trabajo que será publicado en 1967 como Cerámicas griegas de la Península Ibérica. Estudio histórico-arqueológico (Valencia, The William L. Bryant Foundations, 1967-1968, en dos volúmenes). Sobre la relevancia actual de este trabajo afirman sus colegas que:

«Hoy en día sigue siendo una referencia obligada para todos aquellos investigadores que se han ocupado y se ocupan de las importaciones cerámicas griegas en Iberia. A pesar
del paso del tiempo, los trabajos de documentación e investigación publicados en este libro son totalmente vigentes. Asombra la labor ingente realizada en su momento por la Dra. Glòria Trias, en una época que no existía, hay que recordarlo, los ordenadores, las cámaras fotográficas digitales y el fácil acceso a la bibliografía o las bases documentales a través de Internet. Son suficientes estos datos: 1.241 ejemplares inventariados de cerámicas griegas procedentes de yacimientos, museos y colecciones de toda la península Ibérica, acompañados de 1.506 fotografías y 429 referencias bibliográficas.»
Xavier Aquilué, Paloma Cabrera, Margarita Orfila. Sant Martí d’Empúries, 2 de octubre de 2017

Desde 1952, en que realiza su primera publicación científica hasta finales de los años 60, bien individualmente, bien como coautora con su marido, realiza casi una veintena de trabajos en revistas de gran nivel científico, además del libro sobre las cerámicas griegas.

### Andalucía y Granada
En 1964 Antonio Arribas aprueba las oposiciones de Catedrático de Prehistoria y Etnología siendo destinado a la Universidad de Granada. Gloria pasó a ser agregada interina en la misma universidad y en 1973 gana la oposición de Adjuntía. Ambos se implicarán y compartirán los proyectos arqueológicos en los que el marido estuvo implicado: Cerro del Villar (Málaga), Peña de los Gitanos (Montefrío), etc. Y durante los veranos en Pollentia.

### Islas Baleares y Mallorca
En 1979 se trasladan a Palma de Mallorca y la Universidad de las Islas Baleares abrirá una nueva etapa en la vida del matrimonio. Gloria retoma su labor investigadora centrando su atención en el pecio repleto de materiales griegos del siglo IV a. C. localizado junto al islote de El Sec. Desde 1970 a 1972, bajo la dirección de Nino Lamblogia, se habían realizado varias intervenciones. Se trataba de estudiarlos a fondo y publicar los resultados en 1987 en un proyecto de conjunto junto con Damià Cerdà y Javier de Hoz, además del matrimonio Arribas Trías. Todo ello durante estos años, hasta sus respectivas jubilaciones, sin cesar sus labores en Pollentia.